# Намагниченность
Намагни́ченность (также: ве́ктор намагни́чивания) — векторная физическая величина, характеризующая магнитное состояние макроскопического физического тела. Обозначается обычно буквой {\displaystyle \mathbf {M} }, реже {\displaystyle \mathbf {J} }. Определяется как магнитный момент единицы объёма вещества:
{\displaystyle \mathbf {M} ={\frac {\mathbf {p_{m}} }{V}}={\frac {1}{V}}\sum _{i}^{N}\mathbf {p_{i,m}} },
где {\displaystyle \mathbf {p_{m}} } — вектор магнитного момента всей совокупности {\displaystyle N} атомов в объёме {\displaystyle V}, а {\displaystyle \mathbf {p_{i,m}} } — магнитный дипольный момент {\displaystyle i}-го отдельного атома. В системе СИ измеряется в А/м (амперах на метр).
В общем случае (случае неоднородной, по тем или иным причинам, среды) намагниченность является функцией координат и выражается как:
{\displaystyle \mathbf {M} ={\frac {d\mathbf {p_{m}} }{dV}},}
где {\displaystyle d\mathbf {p_{m}} } — суммарный магнитный момент молекул в объёме {\displaystyle dV}.
Намагниченность {\displaystyle \mathbf {M} } выступает количественной характеристикой намагничивания — явления частичного упорядочения направлений магнитных моментов отдельных атомов и/или магнитных доменов вещества при наложении магнитного поля. Смысловое соотношение между понятиями «намагничивание» и «намагниченность» аналогично соотношению между «явлением поляризации» и «поляризованностью» {\displaystyle \mathbf {P} } в физике диэлектриков. В англоязычной литературе и для явления, и для его численной характеристики используется одно слово англ. magnetization. Эффект намагничивания наиболее заметен в ферромагнитных средах.
Магнитные моменты, на микроскопическом уровне, создаются так называемыми молекулярными токами, обусловленными локальным движением зарядов (например, электронов) в пределах молекулы. Они появляются в магнетиках там, где текут токи проводимости, и в местах неоднородности среды.
Намагниченность математически связана с объёмной плотностью молекулярных токов через соотношение:

Зависимость магнитной индукции от напряженности магнитного поля в разных средах:
— в вакууме;
— в диамагнетике;
— в парамагнетике;
— в ферромагнетике.

{\displaystyle {\rm {{rot}\,\mathbf {M} =\mathbf {j} _{mol}.}}}
Связь между {\displaystyle \mathbf {M} } и напряженностью магнитного поля {\displaystyle \mathbf {H} } в диамагнитных и парамагнитных материалах обычно линейна (по крайней мере, при не слишком больших величинах намагничивающего поля):
{\displaystyle \mathbf {M} =\chi _{m}\mathbf {H} ,}
величину {\displaystyle \chi _{m}} называют магнитной восприимчивостью, а {\displaystyle \mu =1+\chi _{m}} (система СИ) или
{\displaystyle \mu =1+4\pi \chi _{m}} (СГС) — магнитной проницаемостью.
В ферромагнитных материалах нет однозначной связи между {\displaystyle \mathbf {M} } и {\displaystyle \mathbf {H} } из-за магнитного гистерезиса, эта связь зависит от предыстории намагничивания тела.
Магнитная индукция определяется через намагниченность как:
{\displaystyle \mathbf {B} =\mu _{0}\mathbf {(H+M)} } (в системе СИ);
{\displaystyle \mathbf {B} =(\mathbf {H} +4\pi \mathbf {M} )} (в системе СГС).
Применительно к анизотропным средам различают продольную и поперечную намагниченность по отношению к направлению вектора {\displaystyle \mathbf {H} }. В таких случаях вводится тензор магнитной восприимчивости.